# Петухово (Курганска област)
Петухово (на руски: Петухово) е град в Русия, административен център на Петуховски район, Курганска област. Населението на града към 1 януари 2018 е 10 175 души.

## История
Селището е основано през 1779 година, през 1944 година получава статут на град.